# Babîn, Hoșcea
Babîn (în ucraineană Бабин) este localitatea de reședință a comunei Babîn din raionul Hoșcea, regiunea Rivne, Ucraina.

## Demografie
Componența lingvistică a localității Babîn
     Ucraineană (98,5%)
     Rusă (1,34%)
     Alte limbi (0,12%)
Conform recensământului din 2001, majoritatea populației localității Babîn era vorbitoare de ucraineană (98,5%), existând în minoritate și vorbitori de rusă (1,34%).